# Nervión (quartier de Séville)
Pour les articles homonymes, voir Nervion (homonymie).
Nervión est un quartier de la ville andalouse de Séville, en Espagne. Important centre économique et commercial de la ville, il est un des 8 quartiers du district de Nervión, auquel il a donné son nom.

## Histoire
En 1910, Luis Lerdo de Tejada proposa cette zone pour créer une cité-jardin dans le style de ceux qui se construisaient en Angleterre depuis quelques années,. L'altitude légèrement plus élevée de ce secteur par rapport au reste de la ville le rendait moins inondable par rapport à d'autres zones de la ville comme celles des bords du Guadalquivir. Le terrain, occupé alors par la ferme de Maestre Escuela, appartenait au marquis du Nervión,. 
Aníbal González fut l'architecte chargé de réaliser le projet du quartier sur le thème « pour chaque famille une maison et pour chaque maison un jardin ». Il le conçut autour d'un axe central situé sur une place qu'il nomma Gran Plaza, qui existe encore. Le plan d'urbanisation du quartier fut élaboré en 1916. La société immobilière Nervión fut constituée en 1921 ; cette dernière et les héritiers du propriétaire du terrain procédèrent à une telle refonte des plans de González que ce dernier quitta le projet.
La construction du quartier et de ses infrastructures fut très lente. Dès 1923, il fut relié au reste de la ville par une ligne de tram. En 1941, la société immobilière céda à la municipalité les avenues Eduardo Dato et Ciudad Jardín ainsi que la Gran Plaza. Des problèmes d'investissement et de maintenance générèrent plusieurs litiges entre la société immobilière et la municipalité et eurent un impact négatif sur le développement urbanistique du quartier, très différent du projet originel.
Durant les années 1920 et 1930 prédomina la construction de pavillons de deux ou trois étages entourés d'un jardin. Plusieurs exemples de ce type furent conservés par la suite et certains édifices ont été classés pour leur valeur architecturale et historique. Plus tard, principalement dans les années 1960, on passa à la construction d'immeubles plus grands. Avec le temps, le quartier cessa d'être la zone calme et éloignée du centre se Séville du projet initial ; il se trouve même géographiquement au centre de la capitale andalouse. Depuis les années 1980 furent construits de nombreux hôtels, des centres commerciaux et des immeubles de bureaux. Entre 1987 et 1991, dans le cadre de la préparation de l'Exposition universelle, la nouvelle gare ferroviaire de Séville-Santa Justa fut construite au nord du quartier. L'inauguration en 2009 de la ligne 1 du métro, qui traverse le quartier et y possède deux stations, contribua à améliorer les communications entre Nervión (déjà desservi auparavant par plusieurs lignes de bus) et le reste de la ville.

## Lieux d'intérêt
- Stade Ramón-Sánchez-Pizjuán, stade de football du Séville FC, inauguré en 1958 et qui peut accueillir 45 500 spectateurs ;
- Templete de la Cruz del Campo, ou Humilladero, situé sur l'avenue Luis Montoto ; il s'agit d'un ciborium édifié à la fin du XXe siècle par Diego de Merlo et abritant la Croix du Champ. Cette dernière donna son nom à la brasserie locale Cruzcampo[8] ;
- Église de l'Immaculée Conception (Iglesia de la Concepción Inmaculada), située à l'angle de l'avenue de la Cruz del Campo et de la rue Cristo de la Sed ; elle fut construite entre 1925 et 1928 et fut consacrée en 1929, à l'occasion de l'Exposition ibéro-américaine. Elle est le siège de la confrérie de la Soif (Hermandad de La Sed)[9] ;
- Jardins et palais de la Buahira ; Ils appartenaient à un ancien palais almohade construit à partir de 1171. Le palais est devenu un centre civique[10] ;
- Caños de Carmona (littéralement tuyaux de Carmona), vestiges d'un aqueduc romain reconstruit à différentes époques avant d'être démolis en 1912 dans le cadre du développement du quartier ; malgré tout, quelques arcades furent conservées[11] ;
- Ancien abattoir, construit en 1916 par José Sáez y López ; il se trouve à l'avenue Ramón y Cajal. De style néo-mudéjar, caractéristique de la première moitié du XXe siècle, il est un exemple emblématique de l'architecture régionaliste sévillane. L'édifice est utilisé comme centre éducatif[12] ;
- Edificio Sevilla 1 ; construit en 1972 par Luis Fernando Gómez Estern et Manuel Trillo de Leyva, c'est un exemple de l'architecture rationaliste sévillane, déclaré bien d'intérêt culturel[13].

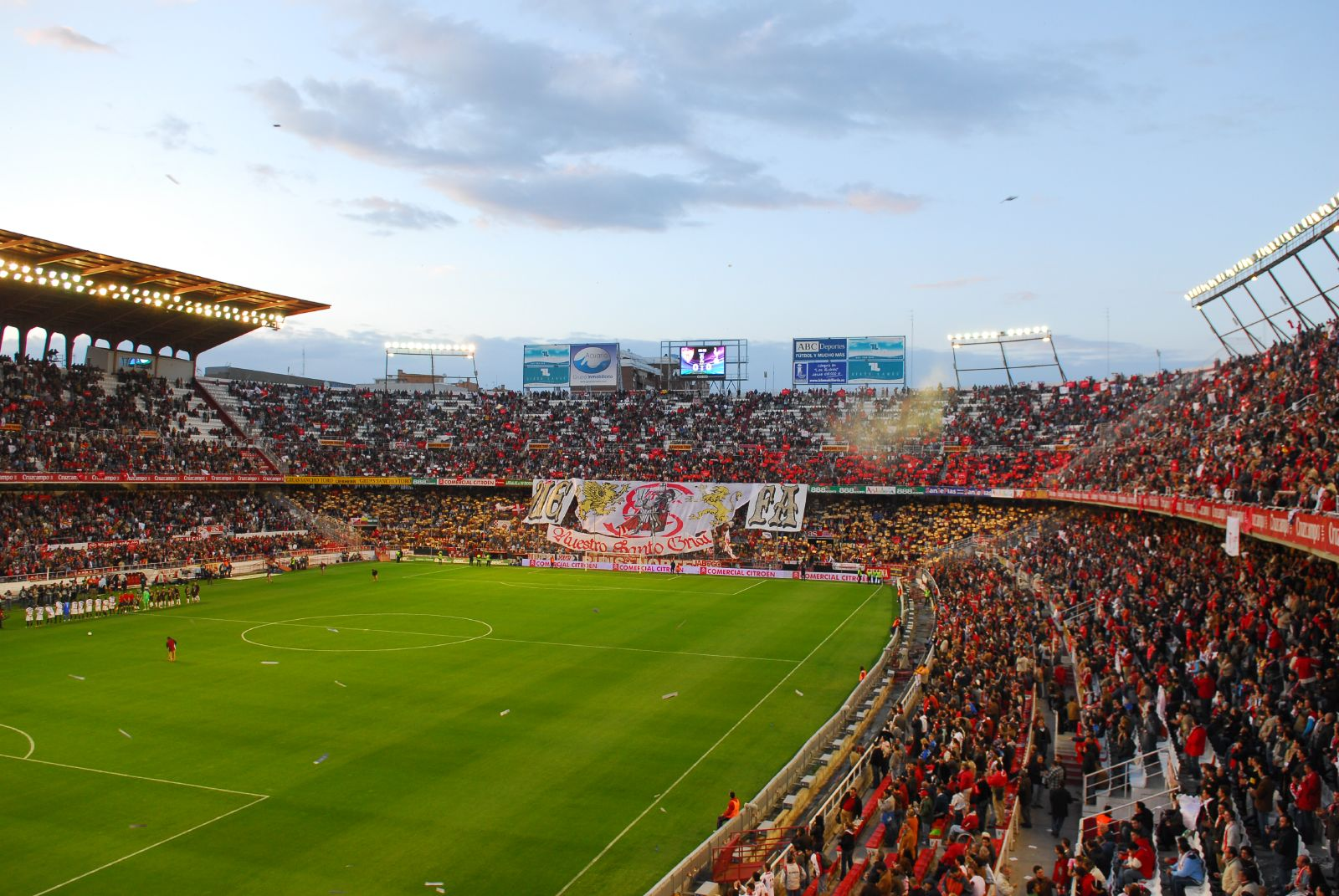
Le stade Ramón-Sánchez-Pizjuán.
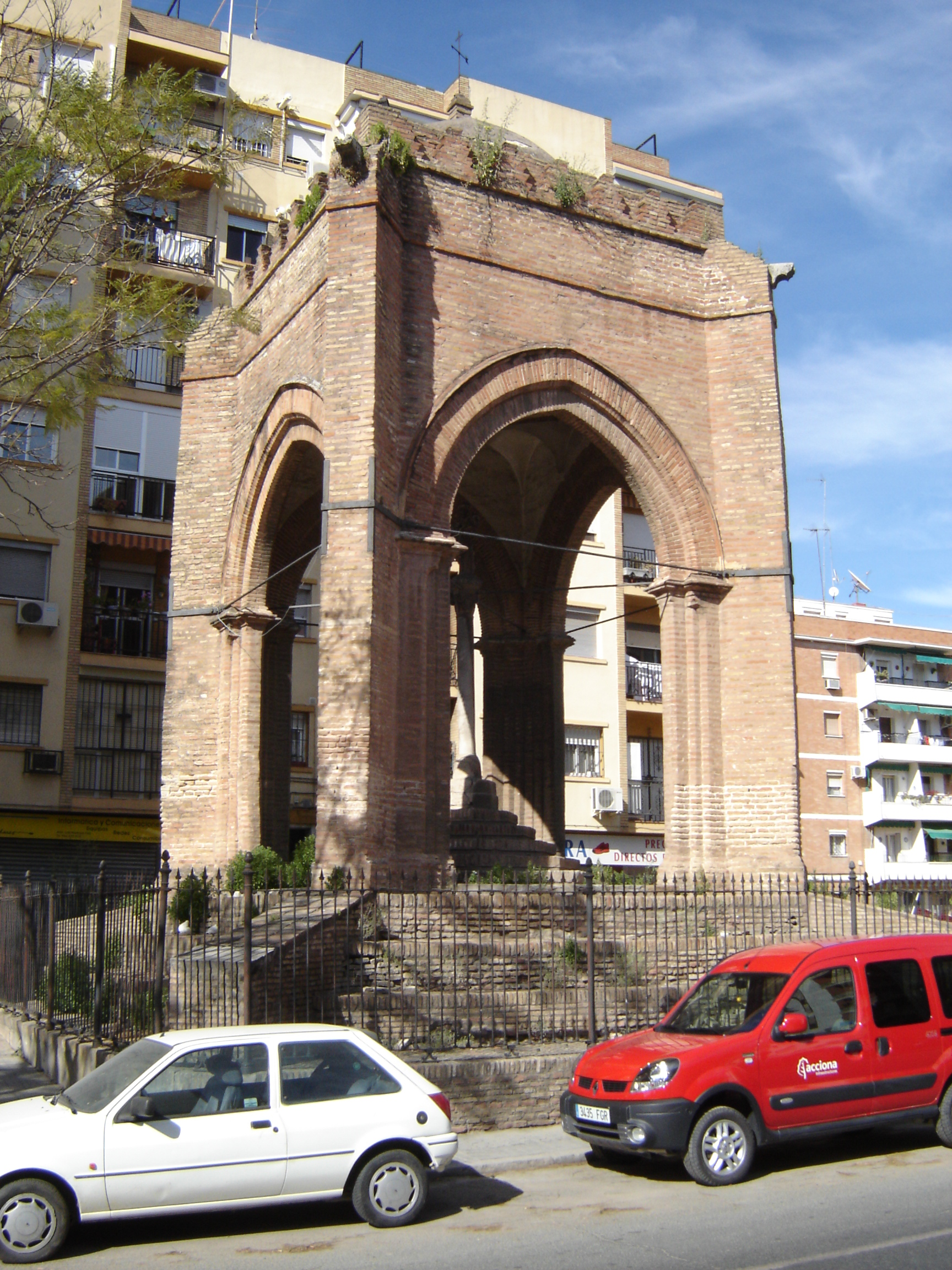
Le Templete de la Cruz del Campo.
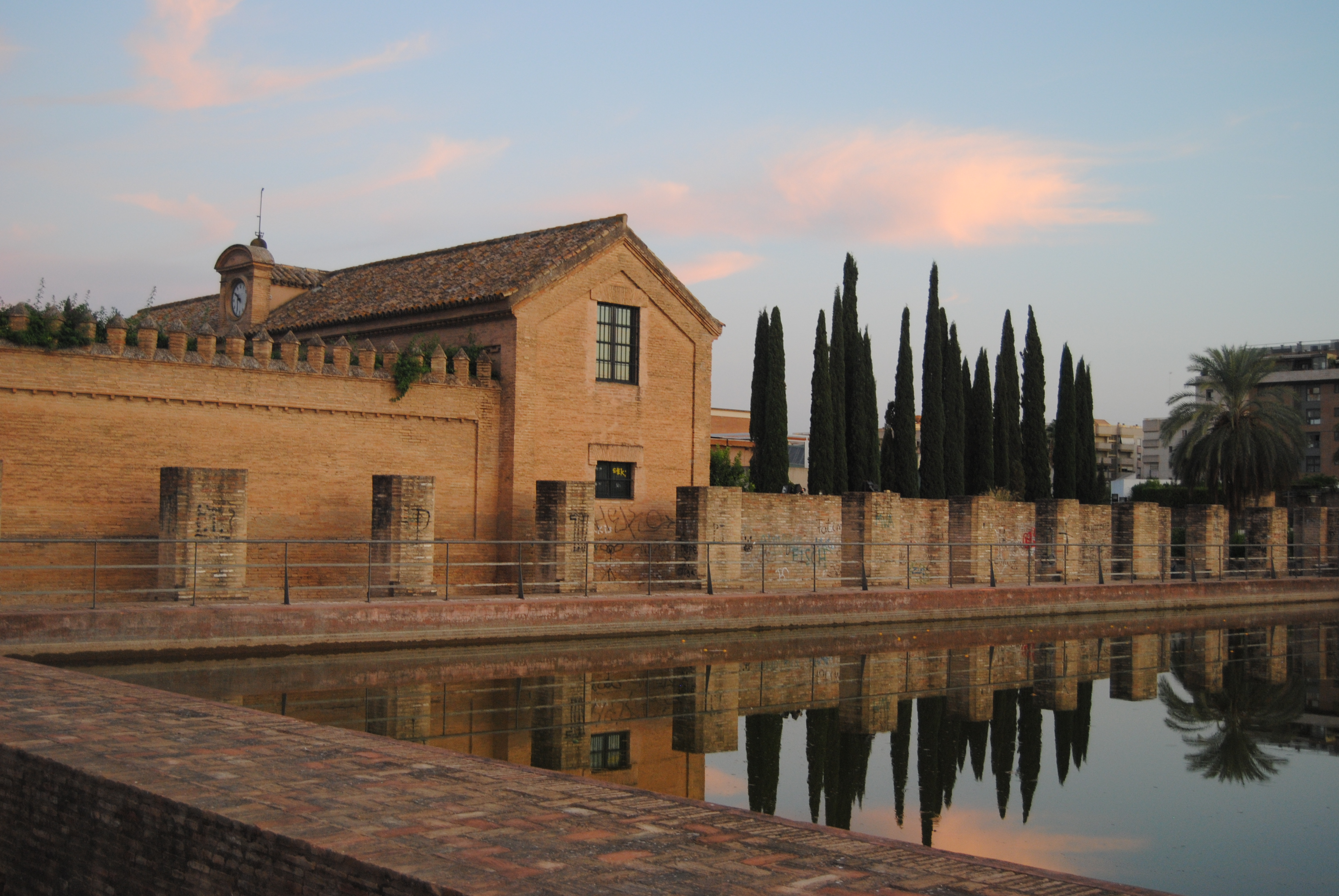
Le palais de la Buhaira.
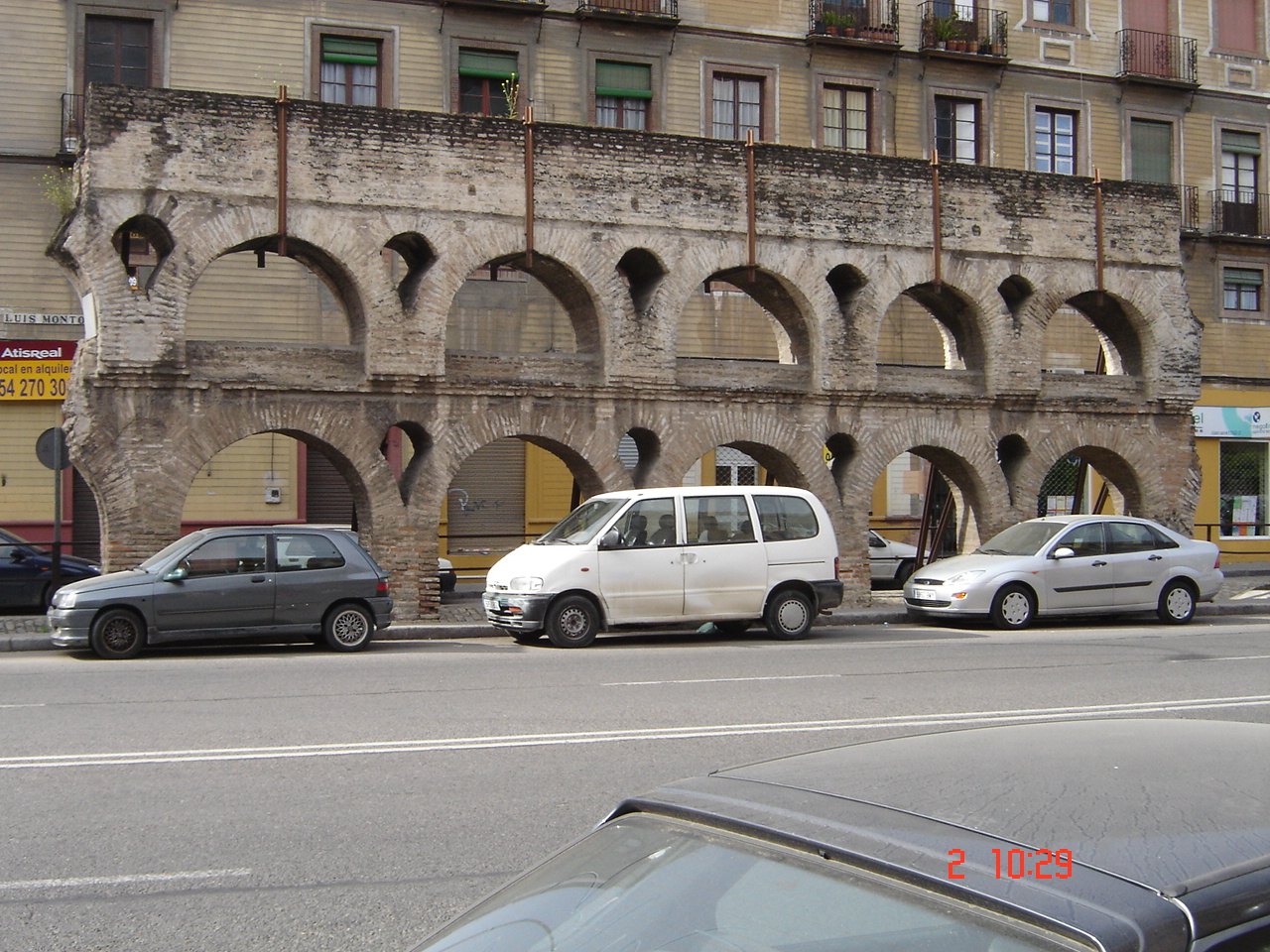
Les Caños de Carmona.
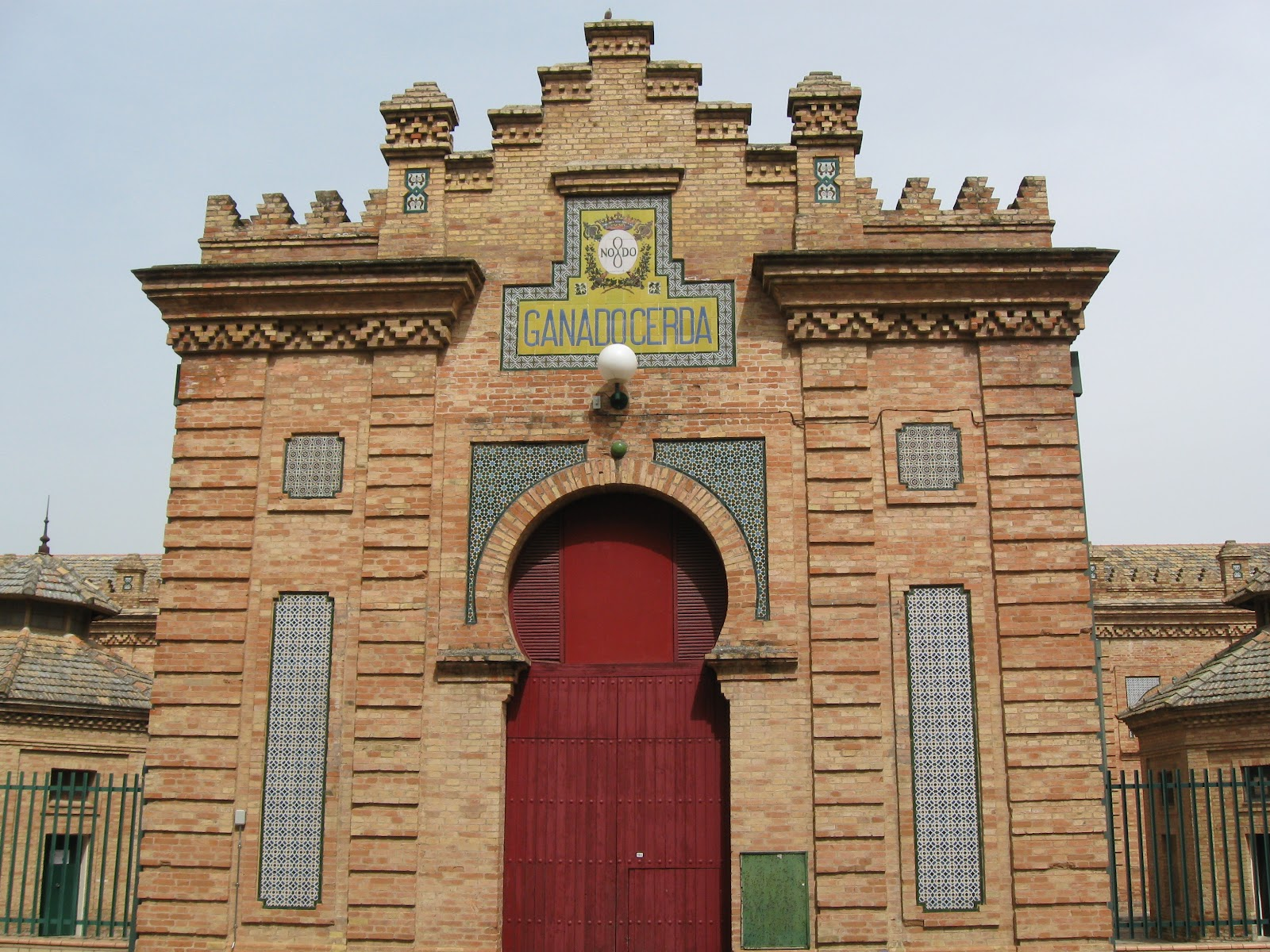
L'ancien abattoir.